# Сан-Фелипе (Нижняя Калифорния)
Сан-Фелипе (исп. San Felipe) — крупный город (ciudad) в муниципалитете Мехикали в Мексике, входит в штат Нижняя Калифорния.
Население 14 831 человек. Находится на берегу Калифорнийского залива. В Сан-Фелипе расположены небольшой порт и международный аэропорт.
В городе Сан-Фелипе одни из самых больших приливов, которые достигают семи метров. В значительной степени это связано с дельтой реки Колорадо, расположенной примерно в 70 км к северу.

## История
Город основан в 1925 году.